# 米赫林
50°35′55″N 25°2′10″E / 50.59861°N 25.03611°E
米赫林（羅馬化：Mykhlyn）是烏克蘭西部沃倫州盧茨克區霍羅迪謝市鎮的村莊，始建於1433年，面積9.15平方公里，海拔高度204米，2001年人口325，人口密度每平方公里35.52人。